# Primula crassa
Primula crassa là một loài thực vật có hoa trong họ Anh thảo. Loài này được Hand.-Mazz. miêu tả khoa học đầu tiên năm 1924.